# HK ATEK Kiew
Der HK ATEK Kiew (ukrainisch ХК АТЕК Київ) ist ein ukrainischer Eishockeyklub aus Kiew, der 1994 gegründet wurde und zuletzt 2015 an der höchsten Eishockeyspielklasse der Ukraine, der Wyschtscha Liha, teilnahm. Der Klub trägt seine Heimspiele im Sportkomplex ATEK aus, das 500 Zuschauern Platz bietet.

## Geschichte
1994 wurde der Verein gegründet, nahm 1995 den Spielbetrieb in der höchsten Spielklasse auf und wurde auf Anhieb Vizemeister der Ukraine. 2007 gewann ATEK die ukrainische Meisterschaft, ehe der Verein 2009 den Spielbetrieb einstellte.
2015 kehrte der Verein zurück und gewann in der verkürzten Saison 2015 den zweiten Meistertitel der Vereinsgeschichte. Anschließend zog er sich wieder aus der Liga zurück.